# Terapia respiratoria
La terapia respiratoria es una profesión perteneciente a las ciencias de la salud, en la que profesionales capacitados trabajan con pacientes que sufren de problemas y afecciones cardio-pulmonares o respiratorios agudos o crónicos. En algunos países se los conoce como médicos respiratorios o kinesiólogos. 
Los terapeutas respiratorios también son denominados terapeutas respiratorios, terapeutas cardio-pulmonares o profesionales de cuidados respiratorios y cerebrales. Pediátricos o Adultos. 
Los terapeutas respiratorios trabajan de forma independiente ya sea en consulta privada así como dentro del departamento de terapia respiratoria de un centro asistencial y como parte de un equipo multidisciplinario para diagnosticar, planificar un manejo incluyendo farmacológicos, tratamiento integrativos y evaluaciones cardiopulmonar de un paciente con una patología o afección. 
Como profesional en la medicina, el terapeuta respiratorio es una herramienta de interconsulta para el manejo de pacientes sintomáticos respiratorios y enfoque de su manejo. Altamente capacitado en el campo de la salud médica, y sus requerimientos profesionales son tan variados e importantes que son requeridos en casi todas las áreas de los centros hospitalarios.
Cuenta con un campo profesional de alta responsabilidad, al tratar de manera directa la vía aérea, pues en el momento de la entubación y a la hora de manejar el ventilador mecánico, la vida del paciente depende prioritariamente del terapeuta respiratorio. Dentro de las especialidades de tecnología médica, la terapia respiratoria es una de las especialidades más solicitadas precisamente por su amplia complejidad y manejo indispensable en la vida del paciente de manera directa.

## Equipo multidisciplinario de trabajo
En la parte asistencial existe un equipo multidisciplinario encargado de llevar a cabo el protocolo de atención, diagnóstico y tratamiento cuyo fin es mejorar la calidad de vida del paciente que se encuentra bajo su responsabilidad y conseguir con esto la finalidad de mejorar la calidad de vida cardiopulmonar.
El equipo está conformado por: 
- Director clínico con experiencia en el área (terapeuta respiratorio, licenciado cardiorrespiratorio, kinesiólogo respiratorio, neumólogo, intensivista)
- Supervisores terapeutas para cada turno y servicio
- Terapeutas respiratorios necesarios para cubrir el trabajo de 24 horas
- Personal técnico, encargado de lavar, esterilizar, arreglar, almacenar o guardar el equipo.

## Especialidad
Algunos de los terapeutas respiratorios buscan hacer o desarrollarse: En la mayoría de las veces y dependiendo las patologías de los pacientes, se hace necesario el acompañamiento del médico ya que hay algunos procedimientos específicos en los cuales no podemos actuar de manera independiente, caso concreto el de algunas infecciones severas. Se hace parte de un grupo multidisciplinario: internistas, toxicologia, neumologia, urgentólogos, etc. 
- El asma educador
- Perfusionista
- Transporte especializado (neonatal/pediátrico)
- De cuidados intensivos